# Liste der Biografien/Chad
Liste der Biografien |
Portal Biografien |
Personensuche
# |
A |
B |
C |
D |
E |
F |
G |
H |
I |
J |
K |
L |
M |
N |
O |
P |
Q |
R |
S |
T |
U |
V |
W |
X |
Y |
Z |
?
 
Ca |
Cb |
Cc |
Ce |
Ch |
Ci |
Cj |
Ck |
Cl |
Cm |
Cn |
Co |
Cr |
Cs |
Ct |
Cu |
Cv |
Cw |
Cy |
Cz
 
Cha |
Chb |
Che |
Chh |
Chi |
Chk |
Chl |
Chm |
Chn |
Cho |
Chr |
Cht |
Chu |
Chv |
Chw |
Chy
 
Chaa |
Chab |
Chac |
Chad |
Chae |
Chaf |
Chag |
Chah |
Chai |
Chaj |
Chak |
Chal |
Cham |
Chan |
Chao |
Chap |
Chaq |
Char |
Chas |
Chat |
Chau |
Chav |
Chaw |
Chay |
Chaz
Die Liste der Biografien führt alle Personen auf, die in der deutschsprachigen Wikipedia einen Artikel haben. Dieses ist eine Teilliste mit 79 Einträgen von Personen, deren Namen mit den Buchstaben „Chad“ beginnt.

## Chad
- Chad von York († 672), Bischof von York und Lichfield
- Chad, Nesryne El (* 2003), marokkanische Fußballspielerin
- Chad, Norman (* 1958), US-amerikanischer Fernsehkommentator und Pokerspieler

### Chada
- Chadae (71–165), König von Goguryeo
- Chadaloh I. († 819), karolingischer Markgraf von Friaul
- Chadaloh II., Graf im Augstgau und Aargau
- Chadanowitsch, Andrej (* 1973), belarussischer Lyriker und Übersetzer
- Chadarin, Wladislaw Alexejewitsch (* 1998), russischer Snowboarder
- Chadarzew, Aslan Chasbijewitsch (1961–1990), sowjetischer Ringer
- Chadarzew, Macharbek Chasbijewitsch (* 1964), sowjetischer Ringer
- Chadat, Husam (* 1966), syrischer Schauspieler und Regisseur

### Chadb
- Chadbourn, Mark (* 1960), britischer Autor und Journalist
- Chadbourne, Eugene (* 1954), US-amerikanischer Gitarrist, Banjospieler und Komponist

### Chadd
- Chaddam, Abd al-Halim (1932–2020), syrischer PolitikerAbd al-Halim Chaddam (1932–2020)

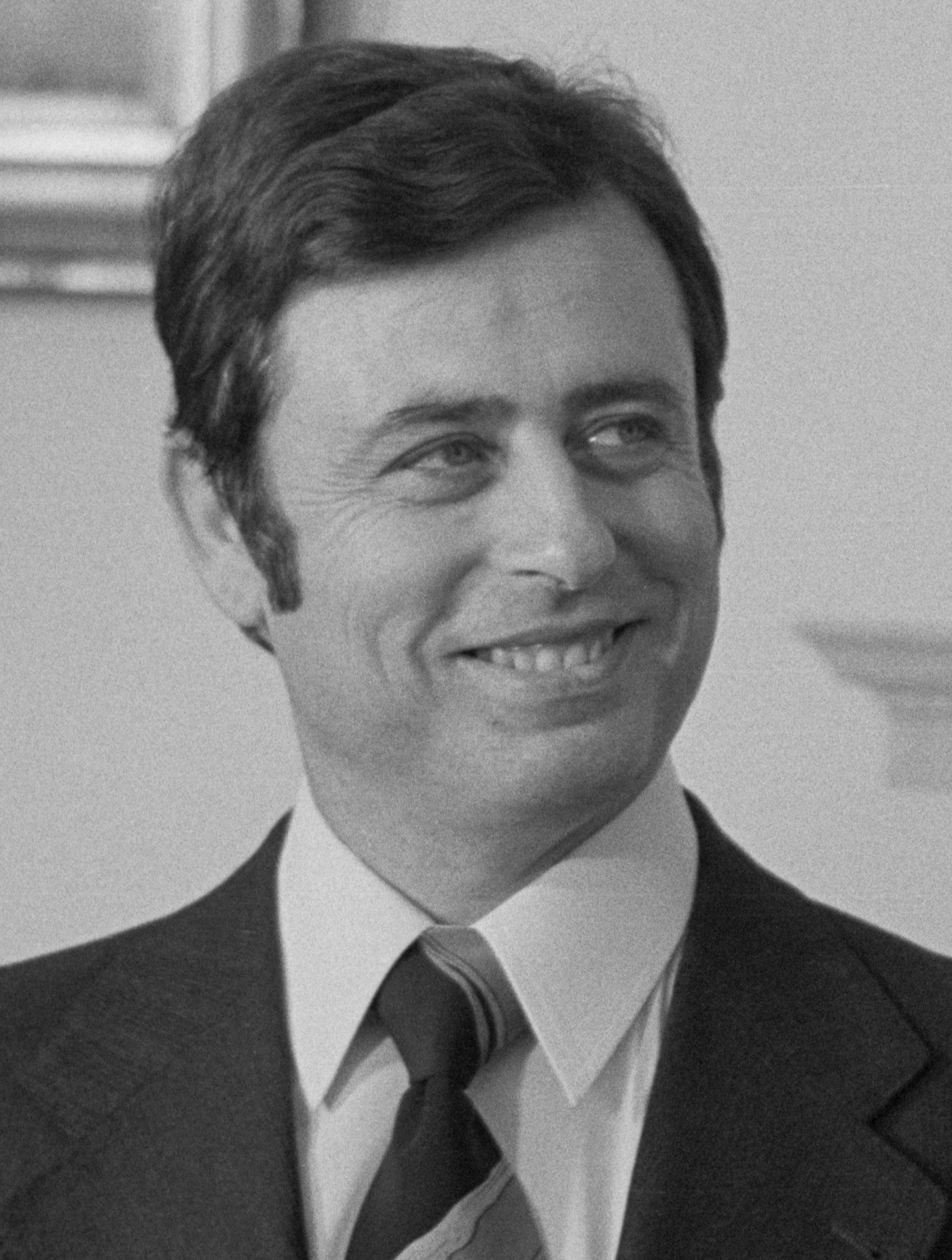
Abd al-Halim Chaddam (1932–2020)

- Chadde, Henning (* 1969), deutscher Autor, Journalist, Kulturmanager, Sänger, Schauspieler, Moderator und Herausgeber
- Chaddha, Sheeba, indische Schauspielerin
- Chaddock, Charles G. (1861–1936), amerikanischer Neurologe und Psychiater

### Chade
- Chade, Gabriel (* 1980), argentinischer Fußballschiedsrichterassistent
- Chadenga, Kudakwashe (* 2002), simbabwischer Hochspringer
- Chader, Sofyan (* 2000), französisch-algerischer Fußballspieler

### Chadh
- Chadha, Gurinder (* 1960), britische Filmregisseurin
- Chadha, Neeru (* 1955), indische Juristin
- Chadha-Patel, Amar (* 1986), britischer Schauspieler

### Chadi
- Chadi, Abdelkader (* 1986), algerischer Boxer
- Chadid, Merieme (* 1969), marokkanisch-französische Astronomin
- Chadīdscha bint Chuwailid, erste und bis zu ihrem Tod die einzige Frau des Propheten MohammedChadīdscha bint Chuwailid

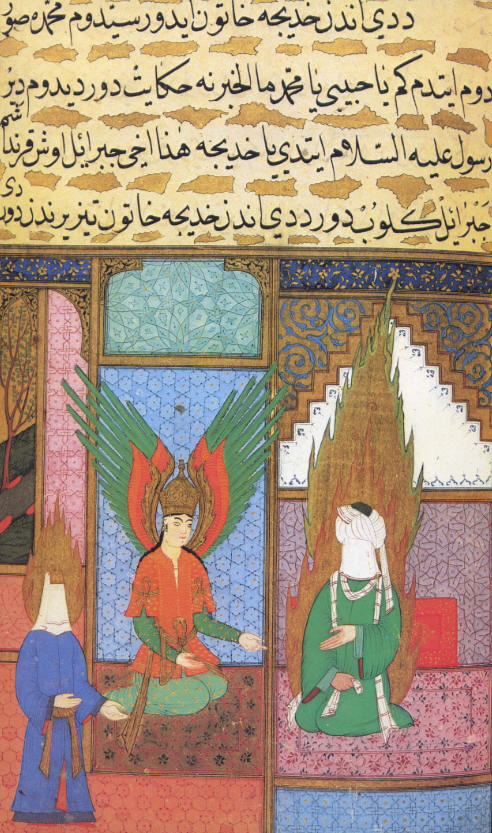
Chadīdscha bint Chuwailid

- Chadidscha bint Harun al-Raschid, Prinzessin der Abbasiden-Dynastie
- Chadik, Timor Oliver (* 1976), deutscher Kapellmeister und Stabsoffizier
- Chadimová, Karla (* 1943), tschechische Schauspielerin
- Chadirji, Rifat (1926–2020), irakischer Architekt

### Chadk
- Chadkewitsch, Aljaksej (* 1994), belarussischer Handballspieler

### Chadl
- Chadli, Nacer (* 1989), belgisch-marokkanischer FußballspielerNacer Chadli (* 1989)

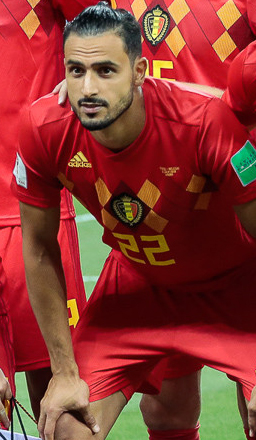
Nacer Chadli (* 1989)

- Chadli, Nassim (* 2001), marokkanisch-französischer Fußballspieler

### Chads
- Chadschibekow, Artjom Alexandrowitsch (* 1970), russischer Sportschütze
- Chadschienow, Iwan (1843–1923), bulgarischer Kaufman
- Chadschiew, Kamen (* 1991), bulgarischer Fußballspieler
- Chadschiew, Paraschkew (1912–1992), bulgarischer Komponist
- Chadschiewa, Assenka (* 1988), bulgarische Biathletin
- Chadschijew, Ramsan (1955–1996), tschetschenischer Journalist und Fernsehkorrespondent
- Chadschikonstantinow-Dschinot, Jordan (1818–1882), bulgarischer Schriftsteller, Bildungsfunktionär und Aufklärer
- Chadschimba, Raul (* 1958), Präsident der nicht anerkannten Republik Abchasien
- Chadschinikolow, Iwan (1861–1934), bulgarischer Revolutionär
- Chadschipetrow, Iwan (1834–1909), bulgarischer Industrieller und Politiker
- Chadschitonew, Petar (* 1987), bulgarischer Eishockeyspieler
- Chadshidimow, Dimo (1875–1924), bulgarischer Aktivist und Politiker
- Chadshiolow, Assen (1903–1994), bulgarischer Histologe

### Chadw
- Chadwick, Aimee-Lynn (* 1980), US-amerikanische Schauspielerin
- Chadwick, Andrés (* 1956), chilenischer Politiker
- Chadwick, Cassie (1857–1907), kanadisch-US-amerikanische Hochstaplerin und Betrügerin
- Chadwick, Charles (1874–1953), US-amerikanischer Leichtathlet
- Chadwick, Charles (* 1932), britischer Schriftsteller
- Chadwick, E. Wallace (1884–1969), US-amerikanischer Politiker
- Chadwick, Edgar (1869–1942), englischer Fußballspieler und -trainer
- Chadwick, Edwin (1800–1890), britischer Gesundheitsbeamter
- Chadwick, Elizabeth (* 1957), englische Bestsellerautorin historischer Romane
- Chadwick, Florence (1918–1995), US-amerikanische LangstreckenschwimmerinFlorence Chadwick (1918–1995)

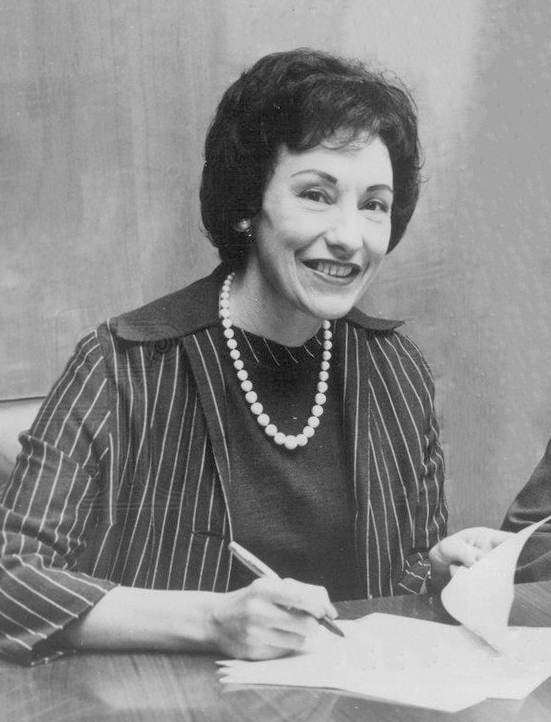
Florence Chadwick (1918–1995)

- Chadwick, George (1854–1931), US-amerikanischer Komponist
- Chadwick, Glen (* 1976), neuseeländischer Radrennfahrer
- Chadwick, Hannah, US-amerikanische Paracyclerin
- Chadwick, Hector Munro (1870–1947), britischer Anglist, Historiker und Mediävist
- Chadwick, Helen, britische Komponistin und Sängerin
- Chadwick, Helen (1953–1996), britische Fotografin, Bildhauerin, Installationskünstlerin und Hochschullehrerin
- Chadwick, Henry (1824–1908), Sportjournalist
- Chadwick, Henry (1920–2008), britischer Theologe
- Chadwick, Ian (* 1978), US-amerikanischer Basketballtrainer und ehemaliger -spieler
- Chadwick, James (1891–1974), englischer Physiker
- Chadwick, Jamie (* 1998), britische AutomobilrennfahrerinJamie Chadwick (* 1998)

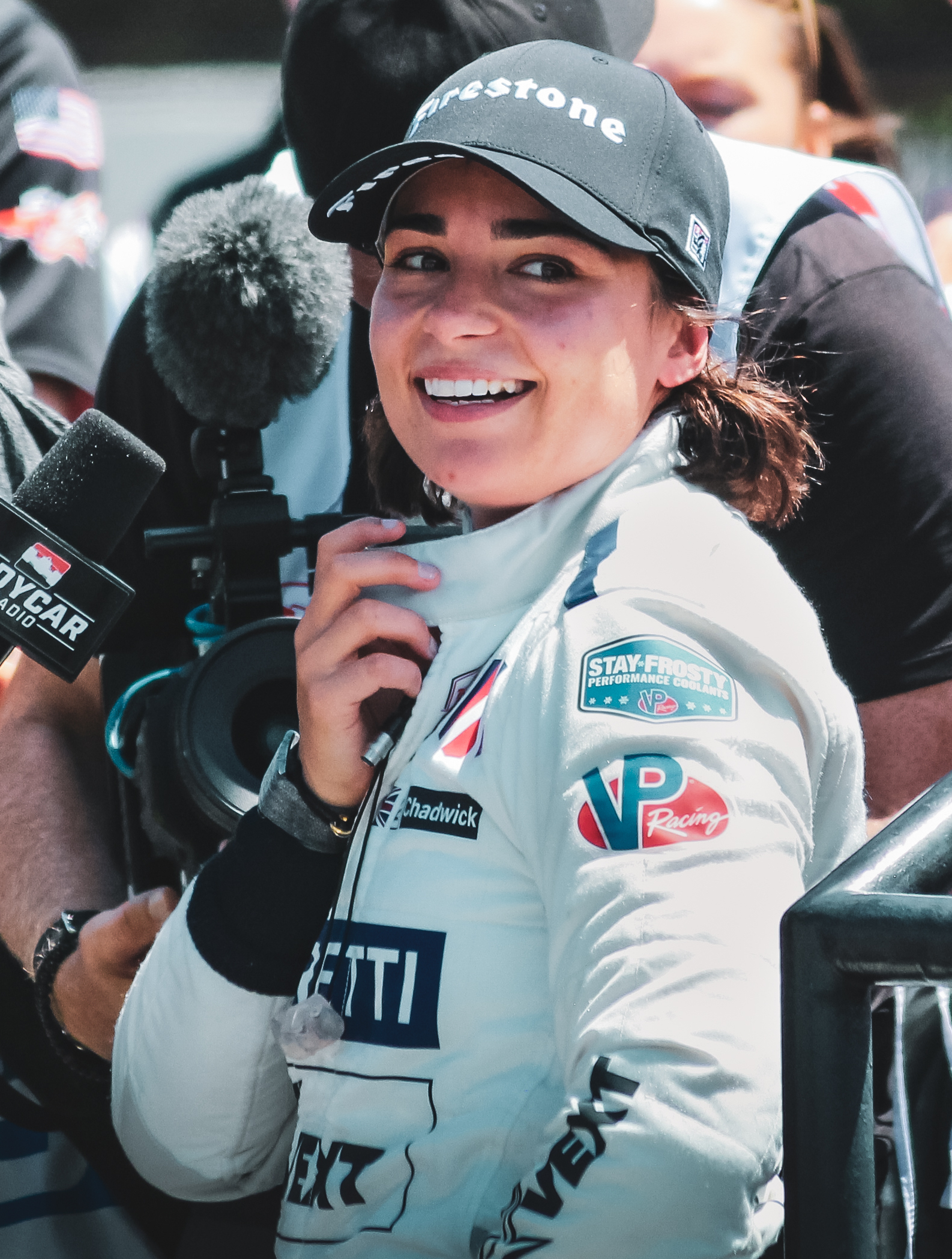
Jamie Chadwick (* 1998)

- Chadwick, John (1920–1998), britischer Altphilologe
- Chadwick, June (* 1951), britische Schauspielerin
- Chadwick, Justin (* 1968), englischer Schauspieler und Regisseur
- Chadwick, Luke (* 1980), englischer Fußballspieler
- Chadwick, Lynn (1914–2003), britischer Bildhauer
- Chadwick, Nora Kershaw (1891–1972), britische Gelehrte
- Chadwick, Owen (1916–2015), britischer Theologe, Hochschulprofessor und Schriftsteller
- Chadwick, Rachael (* 1990), englische Squashspielerin
- Chadwick, Roy (1893–1947), britischer Flugzeugkonstrukteur
- Chadwick, Stephen F. (1825–1895), US-amerikanischer Politiker
- Chadwick, Wilf (1900–1973), englischer Fußballspieler

### Chadz
- Chądzyńska, Zofia (1912–2003), polnische Autorin und literarische Übersetzerin